# Święty Wrocław
Święty Wrocław – powieść Łukasza Orbitowskiego wydana nakładem Wydawnictwa Literackiego w 2009 roku, połączenie horroru z powieścią obyczajową. Stanowi rozwinięcie opowiadania pod tym samym tytułem opublikowanego w 2006 roku na łamach Nowej Fantastyki. W 2010 roku powieść otrzymała srebrne wyróżnienie Nagrody Literackiej im. Jerzego Żuławskiego.
Akcja powieści toczy się na wrocławskim osiedlu Polanka, którego mieszkańcy odkrywają, że mury ich bloków zbudowane są z czarnej substancji. Zaczynają obdrapywać ściany, a miasto ogarnia histeria. Wkrótce pojawia się samozwańczy prorok – Adam, a na Polankę zaczynają ściągać pielgrzymi z całej Polski.

## Fabuła
Ojciec Kuby, zdziwaczały samotnik, odkrywa, że pod tapetą mieszkania na terenie osiedla Polanka znajduje się dziwna czarna substancja. Po tym wydarzeniu kontakt z Kubą traci Małgosia, jego dziewczyna. Wkrótce potem Małgosia nawiązuje romans z Michałem, studentem historii, który odbywa praktyki w jej szkole.
Tymczasem na osiedle Polanka zaczynają ściągać pielgrzymi z całej Polski, coraz więcej mieszkańców Wrocławia znika tam bez wieści. Osiedle zaczyna być nazywane Świętym Wrocławiem. Wokół niego ustawiony zostaje kordon policji. Na tajemnicze osiedle przybywa w końcu samozwańczy prorok – Adam. Przychodzi z przejścia podziemnego pod ulicą Świdnicką – jego prowizorycznego domu.
Związek Małgosi nie podoba się jej ojcu – Tomaszowi Benerowi – i klasowym koleżankom dziewczyny, które podstępem wabią dziewczynę do mieszkania jednej z nich, upijają ją, podają narkotyki i zostawiają pobitą i związaną na terenie osiedla Polanka.
Na poszukiwanie dziewczyny ruszają niechętni sobie Tomasz i Michał. Misja ratunkowa zbiega się w czasie z wielkim starciem pielgrzymów z policją.
Geneza wydarzeń w Świętym Wrocławiu nie zostaje na kartach powieści wyjaśniona. Czytelnik otrzymuje jedynie wskazówkę, że wydarzenia mają swoje korzenie w historii Wrocławia.

## Styl
Narratorem powieści jest tajemniczy kronikarz otaczający się zwierzętami, którego tożsamości początkowo zupełnie nie znamy. On sam ma problemy z odpowiedzią na pytanie, po co pisze to, co pisze. Czytelnik orientuje się też, że wydarzenia, o których mówi osoba mówiąca, wydarzyły się w przeszłości samego narratora.
Recenzenci, którzy starają się zakwalifikować powieść Orbitowskiego do jakiegoś gatunku, mówią o horrorze, powieści obyczajowej, elementach ballady.